# Phare des îles Flannan
Le phare des îles Flannan (en gaélique écossais : Na h-Eileanan Flannach) est un phare situé sur Eilean Mòr, une des îles Flannan (Hébrides extérieures), à l'ouest des Highlands en Écosse. C'est aussi le lieu d'une disparition mystérieuse, celle des gardiens du phare en 1900, peu de temps après leur installation.
Ce phare est géré par le Northern Lighthouse Board (NLB) à Édimbourg, l'organisation de l'aide maritime des côtes de l'Écosse.
Il est maintenant protégé en tant que monument classé du Royaume-Uni de catégorie B.

## Le phare
Le phare de 23 mètres a été conçu par l'ingénieur civil David Alan Stevenson et sa construction, entre 1895 et 1899, a été entreprise par George Lawson de Rutherglen pour un coût de £ 6,914, incluant la construction des débarcadères, des escaliers, un chemin de fer, etc. Tous les matériaux utilisés ont dû être remorqués à 45 mètres au-dessus des falaises directement des bateaux d'approvisionnement par forte mer. Il a été allumé le 7 décembre 1899.
Une petite voie ferrée a été montée pour faciliter le transport des provisions pour les gardiens et le combustible pour la lumière (vingt barils de paraffine par an) du quai au phare grâce à un câble-tracteur sur plan incliné. Il était alimenté par une petite machine à vapeur dans un hangar attenant au phare. Le câble était guidé autour des courbes par des poulies placées entre les rails, et une ligne de poteaux placée à l'extérieur du rail intérieur l'empêchait d'aller plus loin si celui-ci sautait des poulies. La cargaison était transportée dans un petit bogie à quatre roues.
Le 26 décembre 1900, on découvre la disparition mystérieuse des trois gardiens du phare James Ducat, Thomas Marshall et Donald MacArthur, probablement emportés par une vague géante. Cette histoire a inspiré un poème de Wilfrid Wilson Gibson (en), le film Keepers (2018) et le roman Les Gardiens du phare d'Emma Stonex (2022) ainsi que la chanson du groupe Genesis The Mystery of the Flanan Isle.
En 1925, le phare fut l'un des premiers en Écosse à recevoir des communications de la côte par télégraphie sans fil. Dans les années 1960, le système de transport sur l'île a été modernisé. Le chemin de fer a été enlevé et remplacé par une piste en béton pour servir de route à un petit engin sur pneumatique propulsé par un moteur à quatre temps construit par Aimers McLean de Galashiels. La durée de vie de ce dernier fut légèrement plus courte que celle du chemin de fer, devenant obsolète à son tour lors de la construction de l'héliport.
Le 28 septembre 1971, le phare a été automatisé. Un héliport en béton armé a été construit en même temps pour permettre des visites d'entretien par mauvais temps. La lumière est produite par la combustion de gaz acétylène et a une portée de 32 km. Il est maintenant surveillé à partir du phare de Butt of Lewis et les maisons des gardiens construites au rivage à Breasclete (en) ont été converties en appartements.

### Lien connexe
- Liste des phares en Écosse